# Sinopodisma quadraticerus
Sinopodisma quadraticerus är en insektsart som beskrevs av Zheng, Z. och L. Xie 2007. Sinopodisma quadraticerus ingår i släktet Sinopodisma och familjen gräshoppor. Inga underarter finns listade i Catalogue of Life.